# スクリーム・フォー・ミー・ブラジル
『スクリーム・フォー・ミー・ブラジル』（Scream for Me Brazil）は、ブルース・ディッキンソンが1999年に録音・発表したライブ・アルバム。1999年4月のブラジル・ツアーにおけるライブ音源を収録している。

## 背景
ディッキンソンはアルバム『ケミカル・ウェディング』（1998年）発表後、1998年10月から12月にかけてヨーロッパ・ツアーを行うが、この時はロイ・Zが祖父母の体調を理由に不参加となり、リチャード・"グル"・カレットが代役を務めた。そして1999年4月、ロイ・Zが復帰した編成でブラジル・ツアーが行われ、リオデジャネイロ、サンパウロ、クリティーバの3都市で5公演を行う。なお、このブラジル・ツアーが行われた頃には、ディッキンソンとエイドリアン・スミスのアイアン・メイデン復帰が既に決定していた。
アイアン・メイデンの曲や、初のソロ・アルバム『タトゥード・ミリオネア』からの曲は収録されていない。ディッキンソン自身は2000年にMetal-Rules.comのインタビューで「既にアイアン・メイデンにいるんだから、アイアン・メイデンの曲は必要ない」「『タトゥード・ミリオネア』からの曲はもうライブ・ビデオになってるし、それに俺はずっと、俺が作ってきた全部のアルバムの中でも『タトゥード・ミリオネア』は異質だって感じてたんだ。良いアルバムなんだけど、ちょっと奇異なのさ」と語っている。
本作はディッキンソンが新設したレーベル「Air Raid Records」からリリースされた。ただし、同レーベルは既に『ケミカル・ウェディング』、『タトゥード・ミリオネア』、『ボールズ・トゥ・ピカソ』（1994年）の3作の権利も得ており、本作のカタログ番号は「Air CD 4」となった。

## 評価
Greg Pratoはオールミュージックにおいて5点満点中3点を付け「首尾一貫した見事な演奏が聴き所になっている」「メタル史上最も偉大なシンガーの一人のファンであれば誰でも『スクリーム・フォー・ミー・ブラジル』を楽しめるだろう」と評している。

## 収録曲
特記なき楽曲はブルース・ディッキンソンとロイ・Zの共作。
1. トランペッツ・オブ・ジェリコ - "Trumpets of Jericho" - 6:26
2. キング・イン・クリムゾン - "King in Crimson" - 4:56
3. ケミカル・ウェディング - "Chemical Wedding" - 4:33
4. ゲイツ・オブ・ユライゼン - "Gates of Urizen" - 4:20
5. キリング・フロア - "Killing Floor" (Bruce Dickinson, Adrian Smith) - 4:11
6. ブック・オブ・セル - "Book of Thel" (B. Dickinson, Roy Z, Eddie Casillas) - 8:24
7. ティアーズ・オブ・ザ・ドラゴン - "Tears of the Dragon" (B. Dickinson) - 8:06
8. ラフィング・イン・ザ・ハイディング・ブッシュ - "Laughing in the Hiding Bush" (B. Dickinson, Roy Z, Austin Dickinson) - 4:01
9. アクシデント・オブ・バース - "Accident of Birth" - 4:18
10. タワー - "The Tower" - 7:41
11. ダークサイド・オブ・アクエリアス - "Darkside of Aquarius" - 7:32
12. ロード・トゥ・ヘル - "Road to Hell" (B. Dickinson, A. Smith) - 4:59

## 参加ミュージシャン
- ブルース・ディッキンソン - ボーカル
- ロイ・Z - ギター
- エイドリアン・スミス - ギター
- エディ・カシラス - ベース
- デヴィッド・イングラム - ドラムス